# Hildegard von Stein

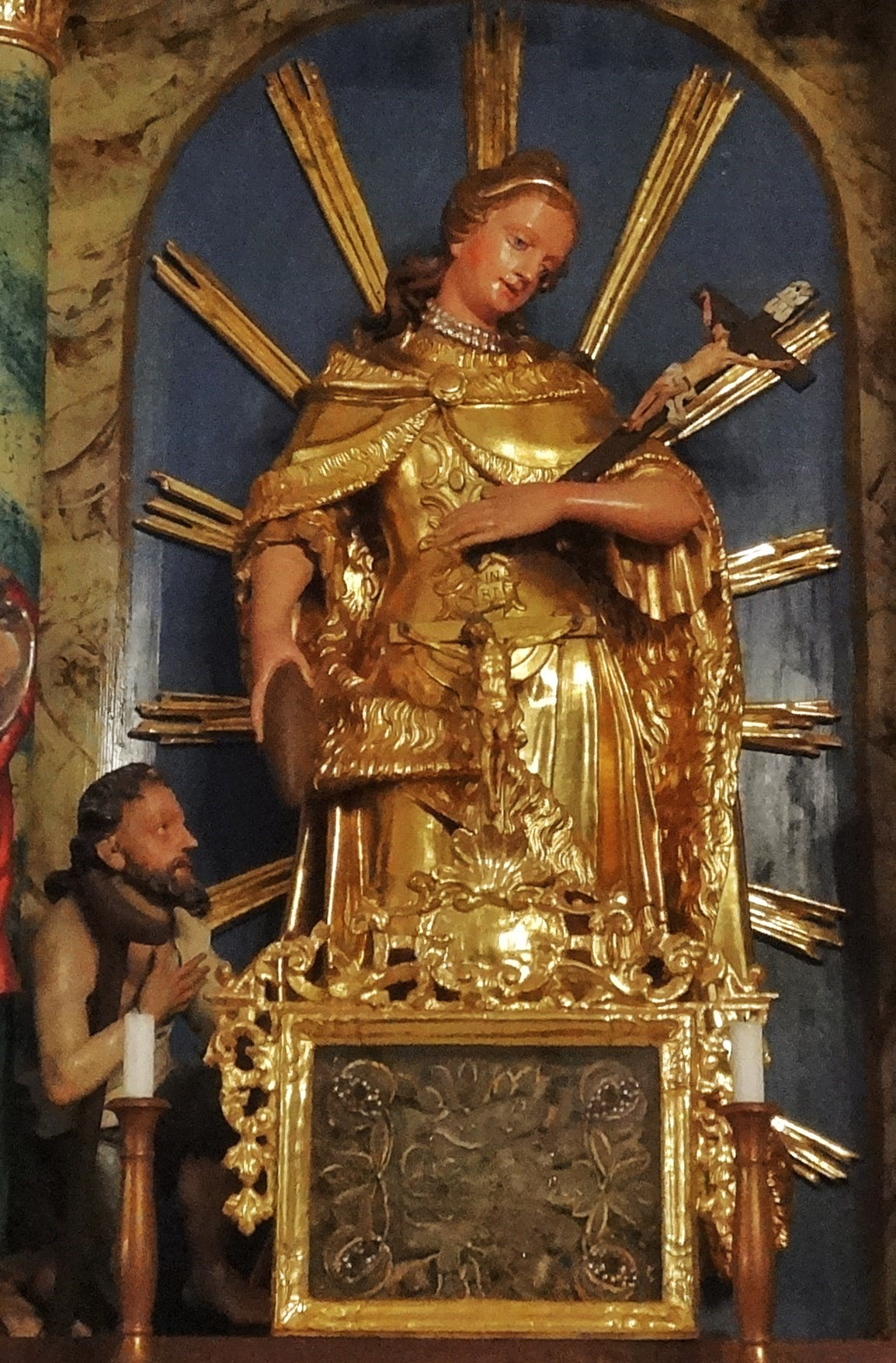
Statue der hl. Hildegard mit den Attributen Bettler und Striezel vom Hildegard-Altar in der Pfarrkirche Stein im Jauntal

Die Heilige Hildegard von Stein (* um 910; † 5. Februar, wahrscheinlich 985, in Stein im Jauntal, Kärnten) ist eine geschichtlich nachweisbare Person, welche aus demselben bayrischen Geschlecht stammt wie die Heilige Hemma von Gurk. Das genaue Verwandtschaftsverhältnis lässt sich nicht mehr feststellen, bekannt ist nur, dass beide ungefähr zur selben Zeit gelebt haben, wobei Hildegard wesentlich älter wurde. Sie war ebenfalls sehr begütert.
Die Reliquien der Hildegard von Stein ruhen im Hildegard-Altar der Pfarrkirche Stein im Jauntal.

## Geschichte
Nach Wilhelm Wegener war Hildegard die Tochter von Aribo von Leoben aus dem reichen bayerischen Aribonenhause.
Bekannt ist, dass sie mit Albuin oder Alboin oder auch Paul (östlich von Skarbin heißt er Albuin, im Westen Paul), Pfalzgraf von Kärnten, verheiratet war (Mon. Car. III 218) und mit ihm auf der Burg Prosnitza am Skarbiner Felsen hoch über der Drau lebte. Von dieser Burg existieren keine Überreste mehr. Nach dem Tod ihres Mannes schenkte sie ihrem Sohn Albuin, dem späteren Bischof von Brixen, um 975 das Gut Stein im Jauntal mit acht Slawischen Huben.

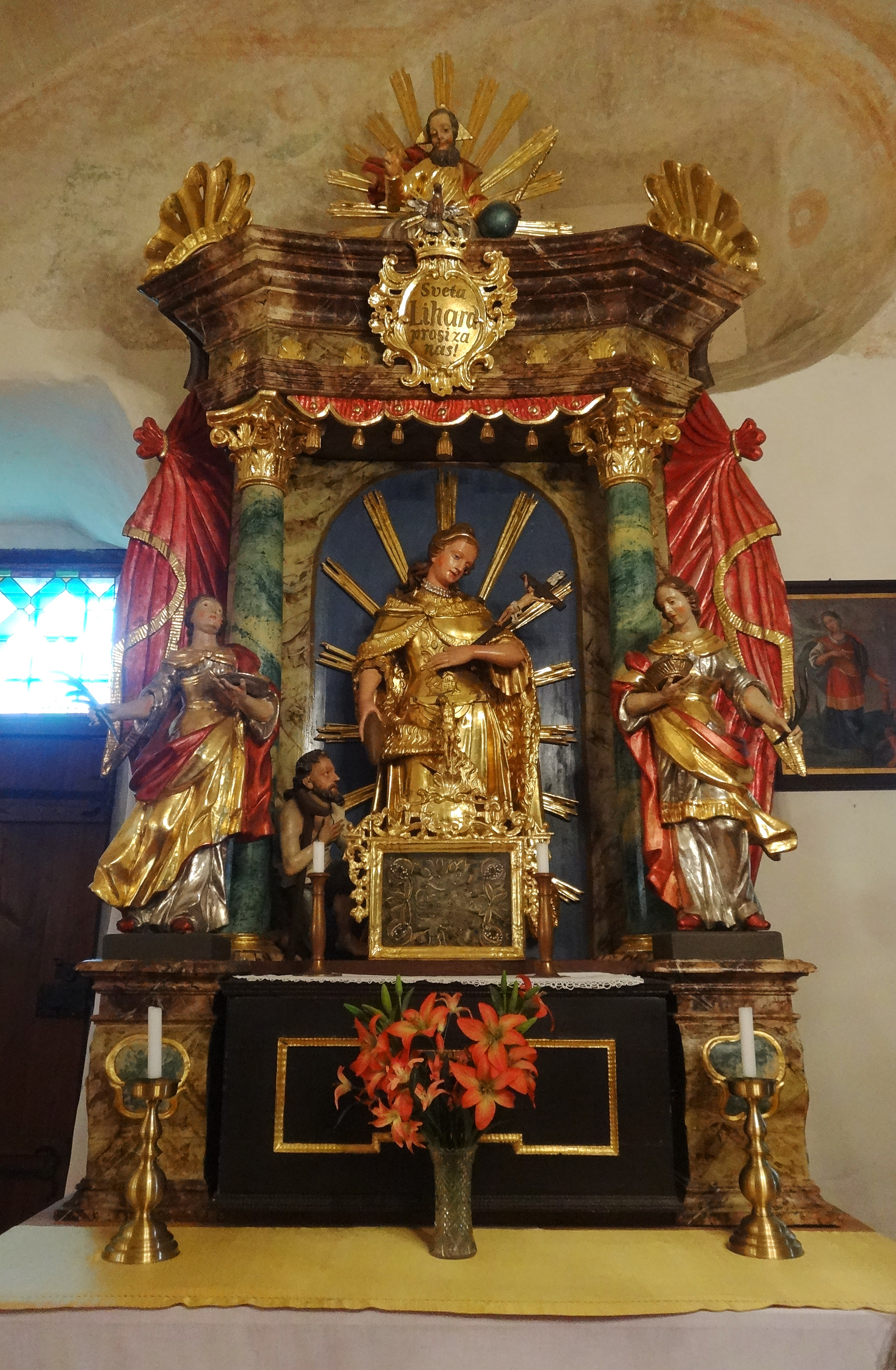
Der Hildegard-Altar in der Pfarrkirche Stein im Jauntal
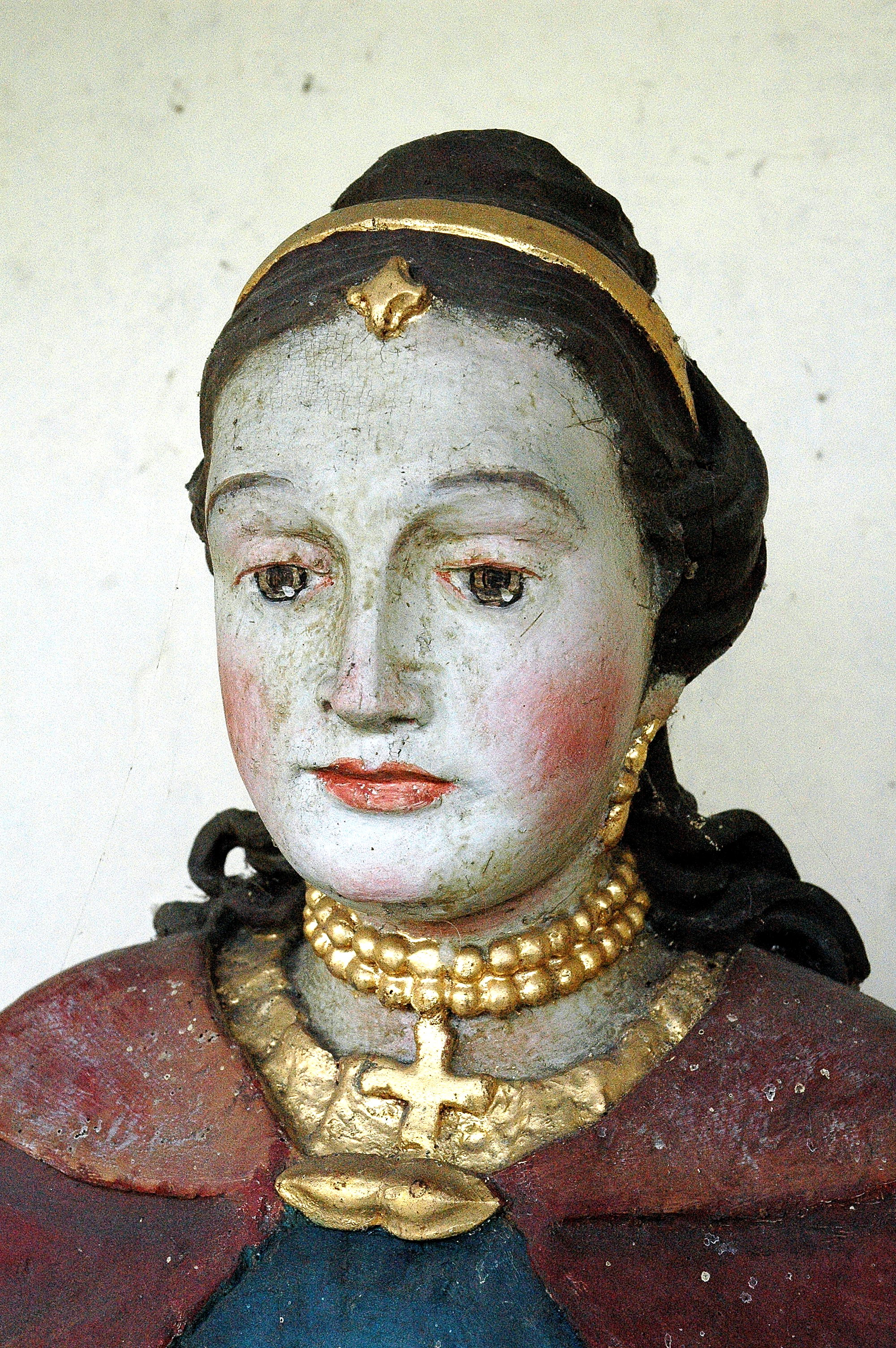
Heilige Hildegard von Stein (Ausschnitt einer Bildstock-Figur)

## Inkulturation und slowenische Kulturgeschichte

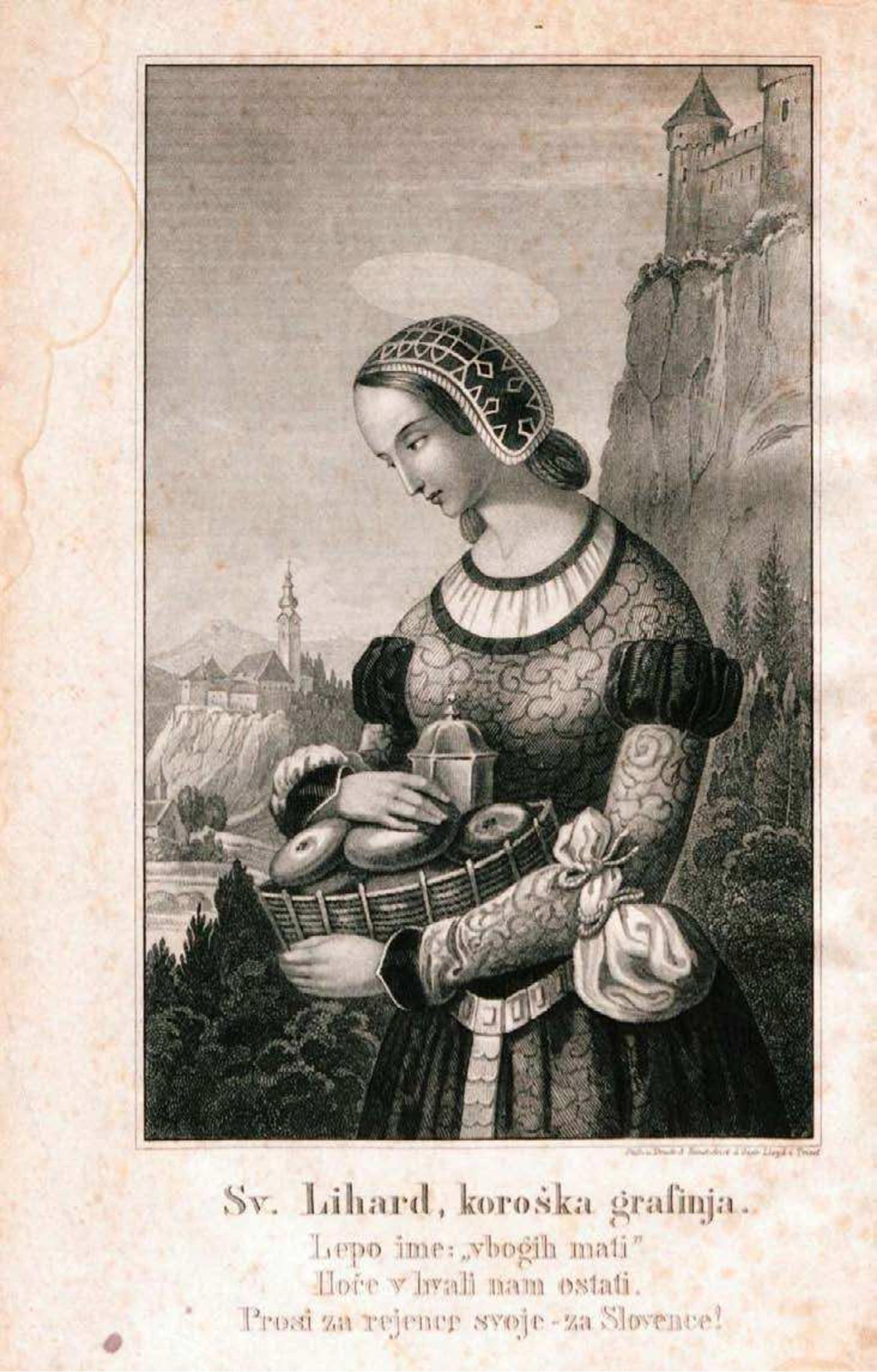
Hildegard von Stein. Darstellung aus dem Jahr 1855

Die Verehrung der heiligen Hildegard von Stein, deren lokaler slowenischer Name sveta Liharda Kamenska ist, ist ein Paradebeispiel von zahlreichen aufeinanderfolgenden Prozessen der Inkulturation. Einerseits spiegeln sich in ihrer Verehrung Elemente der sizilianischen hl. Agatha, die wiederum die griechisch-römischen Gottheiten Ceres und Demeter inkulturiert hat, andererseits regionale heidnische slawische Frühlingskulte sowie schließlich christlich-katholische Traditionen. Deren Rezeption bis in die Gegenwart ist eng mit der slowenischen Kulturgeschichte verbunden, da sie notwendigerweise der Vermittlerrolle der im Ort und in der Region gesprochenen slowenischen Sprache bedurfte, zumal das Jauntal jahrhundertelang im slowenischen Binnenland lag. Bis heute ist das slowenische Liharda-Lied tradiert, das der Volkslied-Tradition entspringt. Die Striezel habe mehrere autochthone slowenische Bezeichnungen: Lihardini kržeji, Lihardini štruceji, Agatini kržeji.
Für die Perpetuierung der slowenischen Tradition bedeutend ist die Rezeption, wie sie vom slowenischen Bischof von Lavant Anton Martin Slomšek 1855 in den Drobtinice za novo leto niedergeschrieben wurde. Darin bezeichnet er die heilige Hildegard von Stein / Liharda als „barmherzige Mutter der Slowenen“ bzw. als „Slowenin“.

## Brauchtum
Striezelwerfen vor der Pfarrkirche alljährlich am 1. Sonntag im Februar zu Ehren der heiligen Hildegard von Stein, slowenisch Liharda.